# Киберсписание
Киберсписание се нарича цял или част от уеб сайт, притежаващ основните характеристики, присъщи на печатно списание
Това означава, че съдържанието се проверява/контролира от редактор или, нерядко, цял редакторски екип, като се следи за спазването на налагания стил на писане и се съблюдава за придържането към конкретно установените нормативни изисквания по отношение на съдържанието. Така се осъществява качествен контрол върху основния продукт, който всяко киберсписание предлага – информацията. Най-същественият отличителен белег на едно такова издание обаче е, че то може да съществува само в онлайн среда, като част от World Wide Web.
Терминът киберсписание произлиза от думата на английски език за същото – „cyberzine“, където „cyber“ стои за „кибер“, т.е. нещо, реализирано в онлайн/електронна среда и „zine“ (съкратено от „magazine“) за „списание“. Други разпространени термини със същото значение в английската реч са „webzine“ и „hyperzine“ или обобщаващото и най-буквално „online magazine“.
Обикновено онлайн списанията задоволяват нуждите от информация на групи със специални интереси, но все повече се срещат и такива с най-обща тематика, класифицирани по-скоро като онлайн вестници (e-newspapers). Ако фокусът на съдържанието пада върху отразяването на специализирани академични въпроси, свързани с наука и бизнес например, то е прието тези киберсписания да се наричат онлайн журнали. Базата данни в дадено киберсписание може да се обновява на равномерни интервали от време – ежедневно, ежеседмично, на две седмици и т.н. Следваща типична функция, която е характерна за киберсписанията е предоставянето на периодична, според избрания интервал на обновление, информация относно актуализацията на съдържанието им. Това се извършва чрез така наречените информационни бюлетини (e-newsletters), които са мощно средство за онлайн маркетинг и директна връзка с читателите. Услугата за абонамент за тези бюлетини е безплатна и зависи от свободния избор на потребителите. Недостатък на електронните бюлетини е, че: първо – могат да попадат в папки със Спам; или второ – след известно време се появява възможността да бъдат възприети като Спам от своите адресати, ако се изпращат твърде често.

## Бизнес модели
В недалечното минало първите такива издания се разпространявали на CD-ROM по пощата и изисквали такса за абонамент. Днес, в ерата на развиващите се с все по-бърз темп информационни технологии, достъпът до електронни средства за информация от всякакъв вид е в повечето случаи свободен. Някъде все още се среща изискването на абонаментна такса за достъп до разширеното иначе недостъпно съдържание. Това зависи от бизнес модела, който създателите на отделните онлайн издания са избрали да следват.
Типичният начин за издръжка и генериране на средства за едно киберсписание е интегрирането в него на рекламни банери срещу насреща изискуемо парично обезщетение от потенциалните рекламодатели. Съществува още вариантът за сдружаване с различни търговски сайтове (електронни магазини) срещу комисионни, публикуване на платени рекламни съобщения и др.
Киберсписанието съчетава всички предимства, които Глобалната мрежа (Интернет) предоставя: улеснен и почти винаги свободен достъп до всички материали; достигане до по-широк кръг от аудитория в сравнение с печатните издания и при много по-ниска капиталоемкост от тях; постоянна връзка с читателите; непрестанна актуализация на публикуваната информация; повишена индивидуализация на продукта; независимост от доставчици и разпространители. Всичко това води до обвинения в разрушителен ефект, който електронните издания имат върху традиционните на хартиен носител. Затова не е рядко срещано все повече печатни издания да разработват свои паралелни електронни версии.